# NGC 1592
NGC 1592 è una galassia irregolare nana situata nella costellazione dell'Eridano, a una distanza di circa 43 milioni di anni luce dalla nostra Via Lattea.

## Scoperta
La galassia è stata scoperta il 14 novembre 1835 dall'astronomo britannico John Herschel.

## Descrizione
NGC 1592 presenta una larga riga a 21 cm dell'idrogeno neutro.
Data la sua luminosità superficiale pari a 14,18, NGC 1592 può essere classificata come una galassia a bassa luminosità superficiale (nella letteratura in lingua inglese abbreviata in LSB, acronimo di Low Surface Brightness). Le galassie LSB sono galassie di tipo diffuso (D) con una luminosità superficiale inferiore di almeno una magnitudine a quella del cielo notturno circostante.